# Lijst van gemeentelijke monumenten in Den Haag/Scheveningen
Het stadsdeel Scheveningen in Den Haag kent 113 gemeentelijke monumenten; hieronder een overzicht.

## Belgisch Park
Het Belgisch Park kent 2 gemeentelijke monumenten:
| Object | Bouwjaar | Architect | Locatie            | Coördinaten                  | Nr.        | Afbeelding |
| --- | -------- | --------- | ------------------ | ---------------------------- | ---------- | --- |
| Eerste Nederlandse Buitenschool in Nieuwe Haagse School stijl | 1933     | Pet, A.   | Doorniksestraat 28 | 52° 6' 32" NB, 4° 17' 55" OL | 0518/WN179 | Eerste Nederlandse Buitenschool in Nieuwe Haagse School stijl |
| Voormalig ploegbaaswoning gebouwd in opdracht van de Zuid-Hollandsche Electrische Spoorweg-Maatschappij (ZHESM) in overgangsarchitectuur bestaande uit één bouwlaag onder een hoge met pannen gedekt tentdak | 1912     |           | Harstenhoekweg 281 | 52° 6' 47" NB, 4° 17' 35" OL | 0518/WN653 | Voormalig ploegbaaswoning gebouwd in opdracht van de Zuid-Hollandsche Electrische Spoorweg-Maatschappij (ZHESM) in overgangsarchitectuur bestaande uit één bouwlaag onder een hoge met pannen gedekt tentdak |

## Duinoord
De wijk Duinoord kent 7 gemeentelijke monumenten:
| Object                                                                    | Bouwjaar | Architect                      | Locatie                            | Coördinaten                 | Nr.        | Afbeelding                                                                |
| ------------------------------------------------------------------------- | -------- | ------------------------------ | ---------------------------------- | --------------------------- | ---------- | ------------------------------------------------------------------------- |
| Winkel-woonhuis in Overgangsarchitectuur stijl                            | 1902     |                                | Blankenburgstraat, 2e van 93-95-97 | 52° 5' 3" NB, 4° 17' 0" OL  | 0518/WN562 | Winkel-woonhuis in Overgangsarchitectuur stijl                            |
| Linker gedeelte van een kapitale, dubbele villa in neo-renaissance stijl  | 1895     |                                | Groot Hertoginnelaan 30            | 52° 5' 6" NB, 4° 17' 17" OL | 0518/WN956 | Linker gedeelte van een kapitale, dubbele villa in neo-renaissance stijl  |
| Dubbele villa in neo-renaissance stijl                                    | 1895     |                                | Groot Hertoginnelaan 32            | 52° 5' 6" NB, 4° 17' 16" OL | 0518/WN563 | Meer afbeeldingen                                                         |
| Winkel-woonhuis in neo-renaissance stijl met muurschildering uit ca. 1925 | 1905     |                                | Hollanderstraat 2 en 4             | 52° 5' 4" NB, 4° 16' 59" OL | 0518/WN564 | Winkel-woonhuis in neo-renaissance stijl met muurschildering uit ca. 1925 |
| Noorderkerk in neoromaans stijl                                           | 1906     | Wentink, J.C.                  | Schuytstraat 9 en 11               | 52° 5' 1" NB, 4° 17' 14" OL | 0518/WN565 | Meer afbeeldingen                                                         |
| Maranathakerk in wederopbouw stijl                                        | 1949     | Staudacher, E en Eschauzier, F | Sweelinckstraat 2e 156             | 52° 5' 2" NB, 4° 16' 39" OL | 0518/WN955 | Maranathakerk in wederopbouw stijl                                        |
| Winkel-woonhuis in Overgangsarchitectuur stijl met muurreclame            | 1905     | Hoek, Z. Wouters, J.Th.        | Tasmanstraat 145 t/m 147           | 52° 5' 1" NB, 4° 17' 23" OL | 0518/WN566 | Meer afbeeldingen                                                         |

## Geuzen- en Statenkwartier
Het Geuzen- en Statenkwartier kent 31 gemeentelijke monumenten:
| Object                                                                               | Bouwjaar   | Architect               | Locatie                                     | Coördinaten                  | Nr.        | Afbeelding                                                                           |
| ------------------------------------------------------------------------------------ | ---------- | ----------------------- | ------------------------------------------- | ---------------------------- | ---------- | ------------------------------------------------------------------------------------ |
| Garage met bovenwoningen in overgangsarchitectuur stijl                              | 1911       | Greve, W. jr.           | Van Beverningkstraat 229 t/m 239            | 52° 5' 16" NB, 4° 16' 25" OL | 0518/WN593 | Garage met bovenwoningen in overgangsarchitectuur stijl                              |
| De Atlantikwall: Hospitaal P.8                                                       | 1942-1945  |                         | Doornstraat e.o                             | 52° 5' 59" NB, 4° 16' 39" OL | 0518/WN567 | Upload foto                                                                          |
| Nieuwe Kerk der Nederlands Hervormde Gemeente in neo-renaissance stijl               | 1893       | Kuipers, R.             | Duinstraat 4                                | 52° 6' 7" NB, 4° 16' 40" OL  | 0518/WN568 | Meer afbeeldingen                                                                    |
| Winkel-woonhuis in overgangsarchitectuur stijl                                       |            |                         | Frederik Hendriklaan 232-232a-234-234a      | 52° 5' 25" NB, 4° 16' 29" OL | 0518/WN961 | Upload foto                                                                          |
| Pand in overgangsarchitectuur stijl                                                  | 1911/1912  | Kuijper Czn, M.         | Prins Mauritslaan 6 Van Bleiswijkstraat 150 | 52° 5' 48" NB, 4° 16' 29" OL | 0518/WN569 | Pand in overgangsarchitectuur stijl                                                  |
| Woonhuis in overgangsarchitectuur, bestaande uit twee bouwlagen en een kapverdieping | 1912       | Koch, R.C.              | Prins Mauritslaan 90                        | 52° 5' 47" NB, 4° 16' 28" OL | 0518/WN570 | Woonhuis in overgangsarchitectuur, bestaande uit twee bouwlagen en een kapverdieping |
| Woonhuis in overgangsarchitectuur, bestaande uit twee bouwlagen en een kapverdieping | 1912       | Koch, R.C.              | Prins Mauritslaan 92                        | 52° 5' 47" NB, 4° 16' 28" OL | 0518/WN975 | Woonhuis in overgangsarchitectuur, bestaande uit twee bouwlagen en een kapverdieping |
| Woonhuis in overgangsarchitectuur, bestaande uit twee bouwlagen en een kapverdieping | 1912       | Koch, R.C.              | Prins Mauritslaan 94                        | 52° 5' 47" NB, 4° 16' 28" OL | 0518/WN974 | Woonhuis in overgangsarchitectuur, bestaande uit twee bouwlagen en een kapverdieping |
| Woonhuis in overgangsarchitectuur, bestaande uit twee bouwlagen en een kapverdieping | 1912       | Koch, R.C.              | Prins Mauritslaan 96                        | 52° 5' 47" NB, 4° 16' 27" OL | 0518/WN977 | Woonhuis in overgangsarchitectuur, bestaande uit twee bouwlagen en een kapverdieping |
| Woonhuis in overgangsarchitectuur, bestaande uit twee bouwlagen en een kapverdieping | 1912       | Koch, R.C.              | Prins Mauritslaan 98                        | 52° 5' 47" NB, 4° 16' 27" OL | 0518/WN976 | Woonhuis in overgangsarchitectuur, bestaande uit twee bouwlagen en een kapverdieping |
| Hoekpand                                                                             | circa 1905 | Molenaar, N.            | Statenlaan 1                                | 52° 5' 31" NB, 4° 16' 42" OL | 0518/WN571 | Hoekpand                                                                             |
| Woonhuis                                                                             | circa 1905 | Molenaar, N.            | Statenlaan 3                                | 52° 5' 31" NB, 4° 16' 41" OL | 0518/WN585 | Woonhuis                                                                             |
| Woonhuis                                                                             | circa 1905 | Molenaar, N.            | Statenlaan 5                                | 52° 5' 31" NB, 4° 16' 41" OL | 0518/WN589 | Woonhuis                                                                             |
| Woonhuis                                                                             | circa 1905 | Molenaar, N.            | Statenlaan 7                                | 52° 5' 31" NB, 4° 16' 41" OL | 0518/WN590 | Woonhuis                                                                             |
| Woonhuis                                                                             | 1904       | Hoek, Z. Wouters, J.Th. | Statenlaan 9 en 9a                          | 52° 5' 32" NB, 4° 16' 40" OL | 0518/WN592 | Woonhuis                                                                             |
| Woonhuis                                                                             | circa 1905 | Molenaar, N.            | Statenlaan 11                               | 52° 5' 32" NB, 4° 16' 40" OL | 0518/WN572 | Woonhuis                                                                             |
| Woonhuis                                                                             | circa 1905 | Molenaar, N.            | Statenlaan 13                               | 52° 5' 32" NB, 4° 16' 40" OL | 0518/WN573 | Woonhuis                                                                             |
| Woonhuis                                                                             | circa 1905 | Molenaar, N.            | Statenlaan 13a                              | 52° 5' 32" NB, 4° 16' 40" OL | 0518/WN574 | Woonhuis                                                                             |
| Woonhuis                                                                             | circa 1905 | Molenaar, N.            | Statenlaan 13b                              | 52° 5' 32" NB, 4° 16' 40" OL | 0518/WN575 | Woonhuis                                                                             |
| Woonhuis                                                                             | circa 1905 | Molenaar, N.            | Statenlaan 15                               | 52° 5' 32" NB, 4° 16' 39" OL | 0518/WN576 | Woonhuis                                                                             |
| Woonhuis                                                                             | circa 1905 | Molenaar, N.            | Statenlaan 17                               | 52° 5' 32" NB, 4° 16' 39" OL | 0518/WN577 | Woonhuis                                                                             |
| Woonhuis                                                                             | circa 1905 | Molenaar, N.            | Statenlaan 19                               | 52° 5' 32" NB, 4° 16' 39" OL | 0518/WN578 | Woonhuis                                                                             |
| Woonhuis                                                                             | circa 1905 | Molenaar, N.            | Statenlaan 21                               | 52° 5' 32" NB, 4° 16' 39" OL | 0518/WN579 | Woonhuis                                                                             |
| Woonhuis                                                                             | circa 1905 | Molenaar, N.            | Statenlaan 23                               | 52° 5' 32" NB, 4° 16' 39" OL | 0518/WN580 | Woonhuis                                                                             |
| Woonhuis                                                                             | circa 1905 | Molenaar, N.            | Statenlaan 25                               | 52° 5' 33" NB, 4° 16' 38" OL | 0518/WN581 | Woonhuis                                                                             |
| Woonhuis                                                                             | 1902       | Molenaar, N.            | Statenlaan 25a                              | 52° 5' 33" NB, 4° 16' 38" OL | 0518/WN582 | Woonhuis                                                                             |
| Woonhuis                                                                             | circa 1905 | Molenaar, N.            | Statenlaan 27                               | 52° 5' 33" NB, 4° 16' 38" OL | 0518/WN583 | Woonhuis                                                                             |
| Woonhuis                                                                             | circa 1905 | Molenaar, N.            | Statenlaan 29                               | 52° 5' 33" NB, 4° 16' 37" OL | 0518/WN584 | Woonhuis                                                                             |
| Woonhuis                                                                             | circa 1905 | Molenaar, N.            | Statenlaan 31                               | 52° 5' 33" NB, 4° 16' 37" OL | 0518/WN586 | Woonhuis                                                                             |
| Woonhuis                                                                             | circa 1905 | Molenaar, N.            | Statenlaan 33                               | 52° 5' 33" NB, 4° 16' 37" OL | 0518/WN587 | Woonhuis                                                                             |
| Woonhuis                                                                             | circa 1905 | Molenaar, N.            | Statenlaan 33a                              | 52° 5' 33" NB, 4° 16' 37" OL | 0518/WN588 | Woonhuis                                                                             |

## Oostduinen
De wijk Oostduinen kent 4 gemeentelijke monumenten:
| Object                                                              | Bouwjaar  | Architect | Locatie                   | Coördinaten                  | Nr.        | Afbeelding                                         |
| ------------------------------------------------------------------- | --------- | --------- | ------------------------- | ---------------------------- | ---------- | -------------------------------------------------- |
| De Atlantikwall: Tankmuur V.61 en kanonkazemat V.3                  | 1942-1945 |           | Van Alkemadelaan          | 52° 6' 38" NB, 4° 19' 28" OL | 0518/WN191 | De Atlantikwall: Tankmuur V.61 en kanonkazemat V.3 |
| De Atlantikwall: Kustbatterij (marine seeziel-batterie) Schev. Nord | 1942      |           | Oostduinpark              | 52° 7' 27" NB, 4° 18' 8" OL  | 0518/WN625 | Upload foto                                        |
| De Atlantikwall: tankmuur U.12 en mitrailleurkazemat U.10           | 1942-1945 |           | Oostduinpark (Koningsbos) | 52° 7' 25" NB, 4° 18' 23" OL | 0518/WN626 | Upload foto                                        |
| Luchtwachttoren 5C1                                                 | 1953      |           | Zwarte Pad                | 52° 7' 8" NB, 4° 17' 36" OL  | 0518/WN684 | Luchtwachttoren 5C1                                |

## Scheveningen
De wijk Scheveningen kent 46 gemeentelijke monumenten:
| Object | Bouwjaar      | Architect          | Locatie                                | Coördinaten                  | Nr.        | Afbeelding |
| --- | ------------- | ------------------ | -------------------------------------- | ---------------------------- | ---------- | --- |
| Woonhuis in eclectische stijl | circa 1873    |                    | Badhuiskade 6 en 7                     | 52° 6' 28" NB, 4° 16' 37" OL | 0518/WN636 | Woonhuis in eclectische stijl |
| Woonhuis, thans als hotel-pension in gebruik, in eclectische stijl                                                                                               | circa 1875    |                    | Badhuiskade 8                          | 52° 6' 28" NB, 4° 16' 37" OL | 0518/WN637 | Woonhuis, thans als hotel-pension in gebruik, in eclectische stijl                                                                                  |
| Woonhuis in eclectische stijl | circa 1875    |                    | Badhuiskade 9                          | 52° 6' 28" NB, 4° 16' 37" OL | 0518/WN638 | Woonhuis in eclectische stijl |
| Pand gebouwd op onregelmatige plattegrond met gevels in eclectische stijl                                                                                        | circa 1875    |                    | Badhuiskade 10                         | 52° 6' 27" NB, 4° 16' 37" OL | 0518/WN635 | Pand gebouwd op onregelmatige plattegrond met gevels in eclectische stijl                                                                           |
| Lammers Stichting in eclectische stijl | 1875          | Schippers, B.P.    | Badhuisstraat 170 t/m 188              | 52° 6' 15" NB, 4° 16' 45" OL | 0518/WN639 | Meer afbeeldingen |
| Hofje | 1937-1939     |                    | Drogersdijk 17 t/m 77                  | 52° 6' 13" NB, 4° 16' 32" OL | 0518/WN641 | Meer afbeeldingen |
| Complex bestaande uit een voormalig rioolgemaal en dienstwoningen in neo-renaissance stijl                                                                       | 1896          |                    | Duinstraat 5a en 7 t/m 9               | 52° 6' 8" NB, 4° 16' 41" OL  | 0518/WN642 | Complex bestaande uit een voormalig rioolgemaal en dienstwoningen in neo-renaissance stijl                                                          |
| Villa in rijke neo-renaissance, vermoedelijk al vanaf het begin in gebruik als hotel/pension, bestaande uit twee bouwlagen onder samengestelde kap               | 1885          |                    | Gevers Deynootweg 2 en 2a              | 52° 6' 30" NB, 4° 16' 35" OL | 0518/WN643 | Villa in rijke neo-renaissance, vermoedelijk al vanaf het begin in gebruik als hotel/pension, bestaande uit twee bouwlagen onder samengestelde kap  |
| Voormalig hotellpension bestaande uit drie bouwlagen onder kap, drie vensterassen breed op een gerende plattegrond in overgangsarchitectuur stijl                | circa 1875    | Oosthoek, D.       | Gevers Deynootweg 3 en 5               | 52° 6' 31" NB, 4° 16' 38" OL | 0518/WN648 | Voormalig hotellpension bestaande uit drie bouwlagen onder kap, drie vensterassen breed op een gerende plattegrond in overgangsarchitectuur stijl   |
| villa Fedora in neo-renaissance stijl | 1885          |                    | Gevers Deynootweg 4                    | 52° 6' 31" NB, 4° 16' 35" OL | 0518/WN650 | villa Fedora in neo-renaissance stijl |
| Linker helft van een dubbele villa in neo-renaissancestijl bestaande uit twee bouwlagen en kapverdieping                                                         | circa 1885    |                    | Gevers Deynootweg 6 en 8               | 52° 6' 31" NB, 4° 16' 36" OL | 0518/WN651 | Linker helft van een dubbele villa in neo-renaissancestijl bestaande uit twee bouwlagen en kapverdieping                                            |
| Sophiastichting in neo-renaissance stijl | 1879-1880     | H.P. Vogel         | Gevers Deynootweg 21                   | 52° 6' 32" NB, 4° 16' 41" OL | 0518/WN644 | Meer afbeeldingen |
| Voormalig hotel Rheingau in eclectische stijl | circa 1880    |                    | Gevers Deynootweg 23                   | 52° 6' 33" NB, 4° 16' 42" OL | 0518/WN645 | Voormalig hotel Rheingau in eclectische stijl |
| Vrijstaande villa in eclectische stijl van drie bouwlagen met onderkeldering                                                                                     | 1883          |                    | Gevers Deynootweg 25                   | 52° 6' 33" NB, 4° 16' 42" OL | 0518/WN646 | Vrijstaande villa in eclectische stijl van drie bouwlagen met onderkeldering                                                                        |
| Rechter deel van een vrijstaand, als hotel/pension gebouwde dubbele villa in eclectische stijl bestaande uit drie bouwlagen onder samengestelde kap              | circa 1880    |                    | Gevers Deynootweg 27 t/m 27b           | 52° 6' 34" NB, 4° 16' 43" OL | 0518/WN647 | Rechter deel van een vrijstaand, als hotel/pension gebouwde dubbele villa in eclectische stijl bestaande uit drie bouwlagen onder samengestelde kap |
| Hotel/pension in neo-renaissance stijl | circa 1875    |                    | Gevers Deynootweg 35, Maaswijkstraat 2 | 52° 6' 35" NB, 4° 16' 44" OL | 0518/WN649 | Hotel/pension in neo-renaissance stijl |
| Vm complex Rederserf Den Dulk | 1893          |                    | Gondelstraat 19 t/m 27b                | 52° 6' 22" NB, 4° 16' 40" OL | 0518/WN652 | Meer afbeeldingen |
| Hotel Zeerust (voormalig) in neo-renaissance stijl | 1882          | Wesstra, H. jr.    | Keizerstraat 1, Zeekant 35             | 52° 6' 25" NB, 4° 16' 20" OL | 0518/WN654 | Hotel Zeerust (voormalig) in neo-renaissance stijl                                                                                                  |
| Pand op onregelmatige plattegrond | 1830          |                    | Keizerstraat 10                        | 52° 6' 23" NB, 4° 16' 24" OL | 0518/WN655 | Pand op onregelmatige plattegrond |
| Melkinrichting de Sierkan (voormalig) in Overgangsarchitectuur stijl                                                                                             | 1896/1897     | Quack, J. de       | Keizerstraat 12 t/m 16                 | 52° 6' 23" NB, 4° 16' 24" OL | 0518/WN657 | Melkinrichting de Sierkan (voormalig) in Overgangsarchitectuur stijl                                                                                |
| Pand dat bestaat uit parterre, verdieping en een evenwijdig aan de straat lopende kap tussen puntgevels in neo-renaissance stijl                                 | 1896          |                    | Keizerstraat 45/45a                    | 52° 6' 23" NB, 4° 16' 23" OL | 0518/WN659 | Pand dat bestaat uit parterre, verdieping en een evenwijdig aan de straat lopende kap tussen puntgevels in neo-renaissance stijl                    |
| Woonhuis ter breedte van vier vensterassen, bestaande uit parterre, verdieping en kapverdieping in het afgeknotte dak                                            | laat 18e eeuw |                    | Keizerstraat 58 t/m 58b                | 52° 6' 21" NB, 4° 16' 27" OL | 0518/WN660 | Meer afbeeldingen |
| Winkel-woonhuis | 1802          |                    | Keizerstraat 83                        | 52° 6' 20" NB, 4° 16' 27" OL | 0518/WN661 | Winkel-woonhuis |
| Burger Weeshuys (voormalig) | 1775          |                    | Keizerstraat 112                       | 52° 6' 19" NB, 4° 16' 29" OL | 0518/WN656 | Meer afbeeldingen |
| Pand, oorspronkelijk een Wagenvoerderswoning en -bedrijf annex stalhouderij, bestaande uit begane-grond en kapverdieping in het pannen wolfsdak                  | 18e-eeuws     |                    | Keizerstraat 152, Marcelisstraat 1-3   | 52° 6' 17" NB, 4° 16' 33" OL | 0518/WN665 | Pand, oorspronkelijk een Wagenvoerderswoning en -bedrijf annex stalhouderij, bestaande uit begane-grond en kapverdieping in het pannen wolfsdak     |
| Hofje | circa 1870    |                    | Korendijkstraat 147 t/m 169            | 52° 6' 22" NB, 4° 16' 36" OL | 0518/WN662 | Hofje |
| Vrijstaande gebouw met dienstwoningen behorend bij de voormalige zeesluis in het Afvoerkanaal in een voor die periode kenmerkende stijl voor Waterstaatsobjecten | circa 1880    |                    | Kranenburgweg 200 - 201 - 202          | 52° 5' 44" NB, 4° 15' 40" OL | 0518/WN663 | Meer afbeeldingen |
| Visrokerij en Rederij | 1936          | Duijne, C.J.M. van | Dr. Lelykade 188 t/m 196               | 52° 5' 46" NB, 4° 16' 3" OL  | 0518/WN640 | Visrokerij en Rederij |
| Linker deel van een vrijstaand, als hotel/pension gebouwde dubbele villa in eclectische stijl bestaande uit drie bouwlagen onder samengestelde kap               | circa 1880    |                    | Maaswijkstraat 1 t/m 1c                | 52° 6' 34" NB, 4° 16' 44" OL | 0518/WN664 | Linker deel van een vrijstaand, als hotel/pension gebouwde dubbele villa in eclectische stijl bestaande uit drie bouwlagen onder samengestelde kap  |
| Eben Haëzerkerk, in neo-renaissance stijl | 1892          | Kuipers, R.        | Nieuwe Laantjes 120, Keizerstraat 179  | 52° 6' 16" NB, 4° 16' 29" OL | 0518/WN667 | Eben Haëzerkerk, in neo-renaissance stijl |
| De Atlantikwall: telefoonschakelstation P.1 | 1942-1945     |                    | Schipperplein                          | 52° 6' 7" NB, 4° 16' 29" OL  | 0518/WN668 | Meer afbeeldingen |
| Hotel Boulevard (voorheen Vista Mare) in Overgangsarchitectuur stijl                                                                                             | 1903          | Mutters, J.        | Seinpostduin 1                         | 52° 6' 31" NB, 4° 16' 31" OL | 0518/WN669 | Meer afbeeldingen |
| Dubbele villa in overgangsarchitectuur stijl | 1902          |                    | Seinpostduin 2 en 3                    | 52° 6' 32" NB, 4° 16' 33" OL | 0518/WN672 | Dubbele villa in overgangsarchitectuur stijl |
| Vrijstaande villa in zeer rijke neo-renaissancestijl op onregelmatige plattegrond bestaande uit twee bouwlagen met kapverdieping                                 | 1885          |                    | Seinpostduin 4/4a en 5                 | 52° 6' 32" NB, 4° 16' 33" OL | 0518/WN675 | Vrijstaande villa in zeer rijke neo-renaissancestijl op onregelmatige plattegrond bestaande uit twee bouwlagen met kapverdieping                    |
| Rechter pand van een vrijstaand bouwblok bestaande uit een drievoudige villa in neo-renaissance stijl                                                            | 1901          |                    | Seinpostduin 12 -12a, 13 en 14         | 52° 6' 31" NB, 4° 16' 33" OL | 0518/WN670 | Rechter pand van een vrijstaand bouwblok bestaande uit een drievoudige villa in neo-renaissance stijl                                               |
| Als hotel/pension gebouwde vrijstaande villa | circa 1885    |                    | Seinpostduin 15                        | 52° 6' 32" NB, 4° 16' 34" OL | 0518/WN671 | Als hotel/pension gebouwde vrijstaande villa |
| Vrijstaande door een tuin omgeven villa in eclectische stijl op onregelmatige plattegrond bestaande uit twee bouwlagen onder omlopend schilddak                  | circa 1885    |                    | Seinpostduin 21 en 21a                 | 52° 6' 33" NB, 4° 16' 38" OL | 0518/WN673 | Vrijstaande door een tuin omgeven villa in eclectische stijl op onregelmatige plattegrond bestaande uit twee bouwlagen onder omlopend schilddak     |
| Vrijstaande villa in neo-renaissancestijl op onregelmatige plattegrond bestaande uit drie bouwlagen met kapverdieping                                            | 1901          | Hoek, Z.           | Seinpostduin 27 en 28                  | 52° 6' 34" NB, 4° 16' 35" OL | 0518/WN674 | Vrijstaande villa in neo-renaissancestijl op onregelmatige plattegrond bestaande uit drie bouwlagen met kapverdieping                               |
| De Atlantikwall: Mitrailleurkazematten K78, en 98 (K83 verplaatst)                                                                                               | 1939          |                    | Strandweg                              | 52° 6' 33" NB, 4° 16' 27" OL | 0518/WN676 | De Atlantikwall: Mitrailleurkazematten K78, en 98 (K83 verplaatst)                                                                                  |
| Hofje | circa 1900    |                    | Willem Beukelszoonplein 8 t/m 30       | 52° 6' 13" NB, 4° 16' 56" OL | 0518/WN677 | Hofje |
| Twee herenhuizen in één symmetrisch ontwerp in overgangsarchitectuur stijl                                                                                       | 1910          | Liefland, W.B. van | Zeekant 38 t/m 39c                     | 52° 6' 28" NB, 4° 16' 22" OL | 0518/WN678 | Twee herenhuizen in één symmetrisch ontwerp in overgangsarchitectuur stijl                                                                          |
| Complex van zes herenhuizen in overgangsarchitectuur stijl | 1912          | Kuijper Czn, M.    | Zeekant 40 t/m 46, Schuitenweg 1 en 3  | 52° 6' 28" NB, 4° 16' 23" OL | 0518/WN679 | Complex van zes herenhuizen in overgangsarchitectuur stijl                                                                                          |
| Complex van zes herenhuizen in overgangsarchitectuur stijl | 1907          | Duijne, C.J.M. van | Zeekant 53 t/m 57                      | 52° 6' 30" NB, 4° 16' 28" OL | 0518/WN680 | Complex van zes herenhuizen in overgangsarchitectuur stijl                                                                                          |
| Hotel Boulevard (voorheen Vista Mare) in Overgangsarchitectuur stijl                                                                                             | 1903          | Mutters, J.        | Zeekant 58                             | 52° 6' 31" NB, 4° 16' 30" OL | 0518/WN681 | Meer afbeeldingen |
| Rechter hoekpand behorende tot een complex van zes herenhuizen in overgangsarchitectuur stijl                                                                    | 1906          | Duijne, C.J.M. van | Zeeweg 2                               | 52° 6' 30" NB, 4° 16' 28" OL | 0518/WN682 | Rechter hoekpand behorende tot een complex van zes herenhuizen in overgangsarchitectuur stijl                                                       |
| Complex van zeven herenhuizen in overgangsarchitectuur stijl | 1911          |                    | Zeeweg 4 t/m 16                        | 52° 6' 29" NB, 4° 16' 30" OL | 0518/WN683 | Complex van zeven herenhuizen in overgangsarchitectuur stijl                                                                                        |

## Van Stolkpark en Scheveningse Bosjes
De wijk Van Stolkpark en Scheveningse Bosjes kent 4 gemeentelijke monumenten:
| Object | Bouwjaar  | Architect                 | Locatie              | Coördinaten                  | Nr.        | Afbeelding |
| --- | --------- | ------------------------- | -------------------- | ---------------------------- | ---------- | --- |
| Gedenkmonument Constantijn Huygens | 1897      | Arend Odé                 | Ary van der Spuyweg  | 52° 5' 24" NB, 4° 17' 39" OL | 0518/WN721 | Gedenkmonument Constantijn Huygens |
| Villa in Engelse landhuisstijl | 1912-1913 | Gort, J.J., Robbers, J.G. | Belvédèreweg 1 t/m 7 | 52° 6' 8" NB, 4° 17' 20" OL  | 0518/WN722 | Villa in Engelse landhuisstijl |
| Cremerbank | 1880      | H.P. Vogel                | Duinweg              | 52° 5' 59" NB, 4° 17' 34" OL | 0518/WN723 | Cremerbank |
| Ver Huellbank in de vorm van een bank, half cirkelvormig van bouw, geflankeerd door twee pijlers welke met bloemvazen bekroond zijn en waartegen griffioenen zijn geplaatst. | 1881      | Eugène Lacomblé           | Ver-Huellweg         | 52° 5' 56" NB, 4° 17' 40" OL | 0518/WN726 | Ver Huellbank in de vorm van een bank, half cirkelvormig van bouw, geflankeerd door twee pijlers welke met bloemvazen bekroond zijn en waartegen griffioenen zijn geplaatst. |

## Westbroekpark en Duttendel
De wijk Westbroekpark en Duttendel kent 11 gemeentelijke monumenten:
| Object | Bouwjaar   | Architect                                          | Locatie                                                | Coördinaten                  | Nr.        | Afbeelding |
| --- | ---------- | -------------------------------------------------- | ------------------------------------------------------ | ---------------------------- | ---------- | --- |
| Voormalig haltegebouw Wittebrug-Pompstation van de ZHESM in Overgangsarchitectuur stijl                             | circa 1907 |                                                    | Van Alkemadelaan 401 en 403                            | 52° 6' 37" NB, 4° 18' 16" OL | 0518/WN627 | Voormalig haltegebouw Wittebrug-Pompstation van de ZHESM in Overgangsarchitectuur stijl                             |
| Appartementenflats in Wederopbouw stijl                                                                             | 1957-1960  | Zanstra, P.                                        | Van Alkemadelaan 792 - 1174, Jacob Mulderweg 1 t/m 121 | 52° 6' 30" NB, 4° 18' 30" OL | 0518/WN741 | Meer afbeeldingen                                                                                                   |
| Doodencel 601 |            |                                                    | Van Alkemadelaan 1256                                  | 52° 6' 36" NB, 4° 18' 16" OL | 0518/WN180 | Doodencel 601 |
| Complex voor verdedigingsstaf (verteidigungsstab)                                                                   | 1942-1945  |                                                    | Badhuisweg                                             | 52° 6' 21" NB, 4° 17' 53" OL | 0518/WN739 | Upload foto |
| Vrijstaande villa op vierkante plattegrond van twee bouwlagen onder een licht hellend plat dak in wederopbouw stijl | 1957-1960  | Salomonson, H.                                     | Klatteweg 28                                           | 52° 6' 15" NB, 4° 18' 22" OL | 0518/WN981 | Vrijstaande villa op vierkante plattegrond van twee bouwlagen onder een licht hellend plat dak in wederopbouw stijl |
| Watertoren, magazijn en twee houten schuren van de stadskwekerij                                                    |            |                                                    | Kwekerijweg 8-8a en bij 2                              | 52° 6' 8" NB, 4° 18' 16" OL  | 0518/WN902 | Upload foto |
| Vrijstaand schoolgebouw in Nieuwe Haagse School-stijl                                                               | 1922-1926  | Gemeente Werken 's-Gravenhage, Zwart, D.C. van der | Nieuwe Duinweg 6 t/m 14                                | 52° 6' 22" NB, 4° 17' 14" OL | 0518/WN666 | Vrijstaand schoolgebouw in Nieuwe Haagse School-stijl                                                               |
| Villa in neo-renaissance stijl                                                                                      | circa 1895 | Jacot, A., Oldewelt, W.                            | Nieuwe Parklaan 1 t/m 5                                | 52° 6' 1" NB, 4° 17' 60" OL  | 0518/WN737 | Upload foto |
| Villa Aruba in Traditionalisme, Um 1800-bewegung stijl                                                              | 1912       | Wolf, L.A.H. de                                    | Nieuwe Parklaan 15                                     | 52° 6' 3" NB, 4° 17' 55" OL  | 0518/WN738 | Upload foto |
| De Atlantikwall: Marinehoofdkwartier                                                                                |            |                                                    | Scheveningse Bosjes / Westbroekpark                    | 52° 6' 11" NB, 4° 17' 25" OL | 0518/WN740 | Upload foto |
| Vrijstaande villa in wederopbouw stijl                                                                              | 1960       | Leeuwen, H. van                                    | St. Hubertusweg 10                                     | 52° 6' 4" NB, 4° 18' 27" OL  | 0518/WN979 | Upload foto |

## Zorgvliet
De wijk Zorgvliet kent 8 gemeentelijke monumenten:
| Object                                                                               | Bouwjaar   | Architect                        | Locatie                | Coördinaten                  | Nr.        | Afbeelding                                                                           |
| ------------------------------------------------------------------------------------ | ---------- | -------------------------------- | ---------------------- | ---------------------------- | ---------- | ------------------------------------------------------------------------------------ |
| Koetshuis op de buitenplaats Zorgvliet in Hollands Classicisme stijl                 | 1650-1675  |                                  | Adriaan Goekooplaan 8  | 52° 5' 25" NB, 4° 17' 6" OL  | 0518/WN960 | Upload foto                                                                          |
| Soefi kerk in Chaletstijl, neo-renaissance stijl. Voormalig station van de stoomtram | circa 1885 |                                  | Anna Paulownastraat 78 | 52° 5' 11" NB, 4° 17' 53" OL | 0518/WN830 | Soefi kerk in Chaletstijl, neo-renaissance stijl. Voormalig station van de stoomtram |
| Van Karnebeekbron                                                                    | 1915       |                                  | Carnegielaan           | 52° 5' 18" NB, 4° 17' 43" OL | 0518/WN831 | Meer afbeeldingen                                                                    |
| Gedenkmonument Jacob en Willem Maris                                                 | 1916       | Charles van Wijk                 | Carnegielaan           | 52° 5' 10" NB, 4° 17' 34" OL | 0518/WN832 | Meer afbeeldingen                                                                    |
| Schamhartvleugel in Wederopbouw stijl                                                | 1961-1962  | Heijligers, J.F., Schamhart, Sj. | Catsheuvel 30          | 52° 5' 26" NB, 4° 16' 48" OL | 0518/WN833 | Schamhartvleugel in Wederopbouw stijl                                                |
| Gedenkmonument Richard Hol                                                           | 1906       | Bart van Hove                    | Groot Hertoginnelaan   | 52° 5' 8" NB, 4° 17' 8" OL   | 0518/WN834 | Gedenkmonument Richard Hol                                                           |
| Russische consulaat, gebouwd in eclectische stijl                                    | circa 1875 |                                  | Scheveningseweg 2      | 52° 5' 14" NB, 4° 18' 3" OL  | 0518/WN835 | Russische consulaat, gebouwd in eclectische stijl                                    |
| Voormalig kantoorgebouw in wederopbouw stijl                                         | 1967       | Zanstra, P.                      | Stadhoudersplantsoen 2 | 52° 5' 19" NB, 4° 17' 3" OL  | 0518/WN958 | Voormalig kantoorgebouw in wederopbouw stijl                                         |